# 磐梯急行電鉄

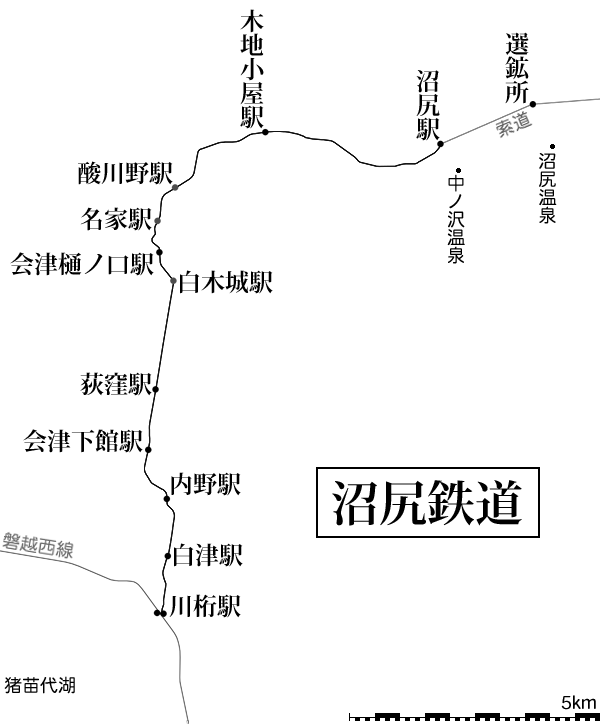
路線図

磐梯急行電鉄（ばんだいきゅうこうでんてつ）は、かつて福島県耶麻郡猪苗代町の川桁駅と沼尻駅とを結んでいた鉄道路線およびその運営会社。東京証券取引所に上場していた。1969年（昭和44年）に全線が廃止された。一般には沼尻鉄道（ぬまじりてつどう）の名前で呼ばれ、耶麻軌道（やまきどう）という名称でも呼ばれていた。また、猪苗代町が立てた記念碑（川桁駅）や各駅跡の観光案内板では「沼尻軽便鉄道」の表記が用いられている。
本鉄道は硫黄鉱山から採掘した硫黄鉱石を日本国有鉄道（国鉄）磐越西線まで輸送するために敷設された貨物輸送主体の鉄道で、旅客輸送は片手間に行われていた。硫黄鉱山の閉山後は観光鉄道として脱皮を図り、旅客輸送で経営を維持しようとするが休止となり、その後廃線になった。
旅客輸送では磐梯山やスキー場へ行く観光客に利用されることもあり、観光シーズンの夏は学生の旅行者が多く、冬はスキー客とその荷物で車内は混雑した。また、岡本敦郎が歌う『高原列車は行く』の舞台になった。

## 歴史
元来は沼尻鉱山で採れる硫黄鉱石の輸送を目的として、日本硫黄によって敷設された鉱山軌道である。
アメリカ・ルイジアナ州などで大規模な硫黄鉱山が発見され、フラッシュ法による廉価な硫黄生産が開始される前の20世紀初頭、日本で産出する高純度の硫黄は稀少な鉱物資源であり、かつ近代工業がようやく軌道に乗り始めたばかりの日本にとっては貴重な外貨獲得手段の一つであった。
ところが、沼尻鉱山からの硫黄輸送においては、悪路を荷馬車によって搬送していたため途中での荷傷みによる損失が著しく大きく、その改善が強く求められる状況にあった。
そのため、鉄道を建設しこれによって鉱石輸送を実施することが計画され、1908年（明治41年）に日本硫黄関係者および地元有力者の手によって、川桁 - 大原間で耶麻軌道として609mm軌間・人力動力での軌道建設特許が出願された。
しかし、この計画は資金難から一旦挫折した。このため、事態を重く見た日本硫黄本社が問題の解決に乗り出し、特許を出願者から譲受した上で社内に耶麻軌道部を設置、自社直轄事業として軌道建設を実施することを決断した。
こうして旺盛な硫黄輸送需要に対応すべく762mm軌間・馬力動力に変更した上で建設工事を進め、1913年（大正2年）5月11日に日本硫黄耶麻軌道部として路線の営業を開業した。
その路線は大原（沼尻）から順に近傍の集落を通過して最寄りの国有鉄道（鉄道院）磐越西線川桁駅に至るもので、途中福島と猪苗代町を結ぶ国道115号と併走する区間もあるが、この地域では最大の都邑である猪苗代町を避けて川桁と接続している。
この路線設定については猪苗代と川桁で路線誘致競争が行われ、最終的に川桁側が積出港である横浜に2km近く、かつより有利な条件を提示したためにそちらを選択した、との原安三郎の証言や、国道115号が渡河している長瀬川への架橋を避けて川桁への路線建設を選択したとの説が存在するが、真相は定かではない。
もっとも、川桁と沼尻の間の一部集落では路線建設に伴う用地買収に対して強い抵抗があり、結果途中3か所で公道上への路線敷設を強いられ、当初は軌道法に基づく軌道として建設されている。
路線は沼尻と川桁の高低差が174.52mで、沼尻からほぼ連続的な下り勾配で川桁に至るが、その勾配は木地小屋 - 沼尻間に30 - 40パーミル台の急勾配が連続するという非常に厳しいものであった。
なお、沼尻鉱山は終点沼尻からさらに奥地に存在し、製品・資材輸送のための索道が沼尻駅と精錬所・採鉱所の間に架設されていた。
開業後は、1914年（大正3年）1月9日認可で蒸気機関車を導入して輸送力を飛躍的に強化、さらに1929年（昭和4年）には観光客誘致をもくろんで気動車を導入、一時は会津樋ノ口より分岐し、長瀬川に沿って秋元湖へ至る裏磐梯観光開発に主眼をおいた路線の建設も計画、特許が取得されたがこちらは未成に終わっている。
また、1940年（昭和15年）の日本発送電による秋元発電所の建設に当たっては名家より分岐する資材搬入用側線を建設、本軌道を用いた資材輸送が実施されている。
最盛期は昭和初期から太平洋戦争中にかけての期間で、この時期は沼尻鉱山だけでも約1200人の人々が働いていた。
1945年（昭和20年）1月1日に運輸省および内務省からの行政指導に従い地方鉄道に変更、日本硫黄沼尻鉄道部と改称した。
戦後はディーゼル機関車の導入をいち早く進めている。
1950年代前半になると日章丸がアラビアから原油輸送を始め、四日市で原油の精製が始まり、硫黄も生産されるようになった。硫黄生産コストは、四日市では硫黄1トン当たり1万7千円だが沼尻では4万円もかかり、沼尻の硫黄は価格で勝負にならなくなった。
1950年代後半以降、大規模かつ低コストな硫黄採掘技術の開発により海外での硫黄鉱山の開発が進み、沼尻産硫黄の国際競争力が相対的に大きく低下した。さらに硫黄の日本国内での大口消費者であった繊維業界のなべ底不況に伴う需要減少や、1960年代以降市場に出回るようになった廉価な回収硫黄の普及、といった事情も手伝って、1960年代中盤以降、日本国内における天然硫黄の採掘は次第に採算が取れなくなっていった。この結果、1968年（昭和43年）に沼尻鉱山は閉山となり、鉱山の主要施設は撤去あるいは焼き払われた。
そのため、硫黄貨物輸送にその収入の多くを依存していた本鉄道の経営状況は急速に悪化。1957年（昭和32年）には無配に転落し、経営改善のために旅客輸送需要の拡大を図る必要に迫られるようになった。
かくして本鉄道を裏磐梯への観光鉄道へ転換、スキー場や温泉などの開発とセットで存続を図るべく、日本硫黄が子会社である沼尻観光を1964年（昭和39年）6月1日に吸収合併、日本硫黄観光鉄道へ商号を変更し、さらに1967年（昭和42年）8月1日に磐梯急行電鉄へと改称した。
また、これに合わせて1968年（昭和43年）には廃線になった宮城バス（旧・仙北鉄道）から中古車両を導入して旅客輸送力の増強が実施されるなど、観光鉄道化による存続を模索して様々な努力が行われた。
しかし、同年7月に磐梯急行電鉄は突如会社更生法の適用を申請、同年10月14日には会社の倒産に伴い全線が休止、さらには1969年（昭和44年）3月27日に正式廃止された。

### 会社倒産に至る経緯
本鉄道は末期には「電鉄」と名乗っていたものの電化はされず、最後まで非電化軽便鉄道規格のままであった。
磐梯急行電鉄への社名変更は、1960年代後半になって日本硫黄観光鉄道の経営権を掌握した薬師寺一馬や、薬師寺とともに経営陣に加わった住谷甲子郎が、本鉄道線の接続する磐越西線の電化に合わせ、1067mm改軌・交流電化による磐越西線直通、牧場やスキー場・別荘地などの観光開発促進という計画を唱えたことによるものであった。
もっとも、一連の事業計画は必要な資金を福島県や農林中央金庫からの融資で賄うというものなど、同社の苦しい実情から鑑みればあまりにも現実離れしており、実現の見込みは皆無であった。このため日本硫黄時代から保有していた山林の含み益や場合によっては転売するなどして、何とか資金捻出を図った。だが、それらも実際には金融機関が担保としていたり、そもそも移転登記すら行われていないものだったりして、場合によってはトラブルにまで発展した。
加えて、経営実態に見合わない過大な利益計上や8分あるいは1割といった高率の配当実施など、健全な企業経営の原則から大きく逸脱した不自然な経営が常態化。倒産直前の1968年（昭和43年）には磐梯急行電鉄株（東京証券取引所二部上場）が仕手筋の介入によると見られる異常な値動きを示し、投機筋によるマネーゲームに翻弄されるがままに陥った。
結局のところ一連の倒産直前の経営は、投機筋や出自の怪しい不動産業者が、倒産間際ではあるもののそれなりに社会的信用があった会社を隠れ蓑として、投資家から資金を集めながら企業の資産を食い潰すに等しいものと見ても差し支えない。しかも唐突な会社更生法申請でさえ計画倒産に類するものであったと言われ、鉄道事業そのものの経営状況とは無関係に、経営的に不明朗な経緯で廃線に追い込まれたものであった。倒産当時はスキャンダルにもなったようで、新聞や雑誌に数々取り上げられたという。
この休止→廃線は鉄道運行に当たっていた職員にとっても沿線住民にとっても青天の霹靂と言うべき事態であったらしく、労働組合による抗議・鉄道存続に向けた活動なども行われたとされる。だが、介入前の段階で既に鉄道部門は赤字経営となっており、さらに施設が総額20億円に上る負債支払いのため差し押さえ対象となったこともあり、そのまま路線廃止が実施されている。

### 会社倒産後
磐梯急行電鉄の倒産後、薬師寺らは新たに磐梯電鉄不動産という不動産会社を設立して、1972年（昭和47年）に和歌山県の御坊臨港鉄道を買収し、紀州鉄道に改称して自らはその不動産部門となっている。その紀州鉄道も1979年（昭和54年）にリゾートホテル等を展開する鶴屋グループが買収、旧来の経営陣は一掃されており、その後の薬師寺らの消息も定かではない。
会社倒産後の鉄道の線路や敷地などの土地は労働組合の管理下に置かれ、従業員の退職金はこれらの土地を猪苗代町や福島県に売却して得た金で支払われた。元従業員の話によるとその退職金は雀の涙ほどの金額であったという。
なお、「磐梯急行電鉄 株式会社」は法人としては倒産した（及び前記の紆余曲折を経た）ため連続性が窺えないながらも、同名の法人が2008年（平成20年）時点において休眠会社として存在していた模様であり、また、2015年（平成27年）10月には同名の法人が国税庁から法人番号の指定を受けている。
沼尻地域周辺のスキー場などは、旧従業員らが設立した沼尻観光（磐梯急行電鉄が日本硫黄時代に合併した同名子会社とは異なる）が引き継いで、2017年現在は株式会社オーディエンスサービス（川嶋の子会社）と名を変え現在も営業を継続している。

### 年表
- 1907年（明治40年）4月15日 - 日本硫黄を設立
- 1908年（明治41年）- 耶麻軌道（川桁 - 大原）の軌道建設出願。
- 1913年（大正2年）5月11日 - 日本硫黄耶麻軌道部として川桁 - 大原（後の沼尻）間営業開始。
- 1914年（大正3年）1月9日 - 蒸気機関車導入認可。
- 1929年（昭和4年）- 気動車を導入。
- 1936年（昭和11年）4月- 沼尻駅発横向温泉経由鷲倉温泉行きバス運行開始[14][注釈 9]
- 1940年（昭和15年）- 秋元発電所建設資材輸送用側線を敷設。
- 1945年（昭和20年）1月1日 - 軌道法による軌道から地方鉄道法による地方鉄道に変更。日本硫黄沼尻鉄道部に名称変更。
- 1953年（昭和28年）- ディーゼル機関車を導入。
- 1957年（昭和32年）- 株主への配当が無配になる。
- 1964年（昭和39年）6月1日 - 日本硫黄観光鉄道に名称変更。
- 1967年（昭和42年）8月1日 - 磐梯急行電鉄に名称変更[7]。
- 1968年（昭和43年）
  - 7月 - 会社更生法の適用を申請。
  - 10月14日 - 会社倒産。それに伴い全線休止。
- 1969年（昭和44年）3月27日 - 全線廃止。

## 路線

### 路線データ
- 路線距離（営業キロ）：15.6 km
- 軌間：762 mm （狭軌）
- 駅数：11駅（起終点駅含む）
- 複線区間：なし（全線単線）
- 電化区間：なし（全線非電化）
- 閉塞方式：票券閉塞式

### 駅一覧
- 全駅が福島県耶麻郡猪苗代町に所在。
- 接続路線は廃止時点のもの。

| 駅名         | 駅間キロ | 営業キロ | 接続路線               |
| ------------ | -------- | -------- | ---------------------- |
| 川桁駅       | -        | 0.0      | 日本国有鉄道：磐越西線 |
| 白津駅       | 1.1      | 1.1      |                        |
| 内野駅       | 1.3      | 2.4      |                        |
| 会津下館駅   | 1.2      | 3.6      |                        |
| 荻窪駅       | 1.2      | 4.8      |                        |
| 白木城駅     | 2.2      | 7.0      |                        |
| 会津樋ノ口駅 | 0.7      | 7.7      |                        |
| 名家駅       | 0.7      | 8.4      |                        |
| 酸川野駅     | 0.7      | 9.1      |                        |
| 木地小屋駅   | 2.6      | 11.7     |                        |
| 沼尻駅       | 3.9      | 15.6     |                        |

## 車両
沼尻鉄道には以下の車両が存在した。
なお、客車・気動車については川桁・沼尻以外の各駅・停留所にプラットホームの設備がなく、路面からの乗降を行うため、いずれも出入り台あるいは客用扉にステップ付きとなっている。

### 蒸気機関車
累計で8両の蒸気機関車が在籍した。
1 - 3 → B71 - 73
軌道開業後に導入された、ドイツ・オーレンシュタイン・ウント・コッペル社製7t級B型蒸気機関車。コッペル社における製造番号は順に6373・6374・7129。1・2が1913年製造で同年入線、3が1914年製造で1917年入線。1941年に鉄道省仙台鉄道局の指導に従い、動軸数と自重を組み合わせた形式番号に改番された。B73は1947年に九十九里鉄道に譲渡、B71とB72は1953年にディーゼル機関車の導入によって廃車された。
11 → C911
同じくオーレンシュタイン・ウント・コッペル社9.45t級C型蒸気機関車。コッペル社における製造番号は10886で1924年製。元は三蟠鉄道13で、同線が1931年に廃止されたのち、1935年に入線した。1941年にC911に改番。1953年に、ディーゼル機関車の導入に伴い下取り機として搬出された。
C93
イギリス・バークレー(Andrew Barclay, Kilmarnock)社製9t級C型蒸気機関車。1911年製。前所有者は日本製鐵釜石製鉄所で、三井物産経由で2両を輸入したうちの1両であった。釜石では第二次世界大戦中の輸送力強化に伴う20t級機大量投入時に余剰となり、本鉄道に入線したが、入線日の詳細は不明とされる。1946年にようやく入籍したが、同年中に再度譲渡され、浜松鉄道（のちの遠州鉄道奥山線）に8号機として移籍した。その後C1906への改番を経て、遠州鉄道元城工場によってディーゼル機関車のDC1901に改造されている。
C121
アメリカ合衆国のH.K.ポーター社製12.5トンC型蒸気機関車。1911年製。仙北鉄道からの譲渡車で、1947年に入線した。1953年に、C911とともに、ディーゼル機関車の導入に伴い下取り機として搬出された。
C122・123
ドイツ・オーレンシュタイン・ウント・コッペル社製12.2t級C型蒸気機関車。コッペル社における製造番号はそれぞれ7644・11494で、製造年はそれぞれ1922・1927年。電化によって蒸気機関車が不要となった栃尾鉄道からの譲受車で、入線は共に1949年。ディーゼル機関車の入線後も予備車として在籍したが、ディーゼル機の信頼性が確認されたのち、C122は1958年、C123は1962年に廃車された。

### ディーゼル機関車

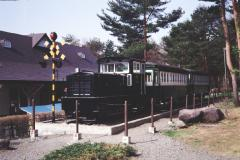
DC121（緑の村、1993年5月5日）

累計で3両のディーゼル機関車が在籍した。
DC121・122
地元福島の協三工業製、12t級C型ディーゼル機関車。1953年製のL型機で、蒸気機関車と同様、サイドロッドによる動力伝達機構を備える。最大出力は140馬力。入線後は廃止になるまでもっぱら主力機として活躍した。DC121は福島県猪苗代町の猪苗代緑の村に保存されている。
DC103
1953年協三工業製のセミセンターキャブ10t級C型ディーゼル機関車。こちらも動力伝達にサイドロッドを用いる。全線廃止となった宮城バス仙北鉄道線から1968年に譲り受けたが、その直後に沼尻鉄道も破綻したため、ほとんど使われることはなかった。

### 客車

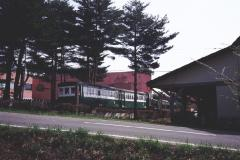
ボサハ12（緑の村、1993年5月5日）

客車については、附番が混乱しており、未解明な部分が残されている。
1 - 3
1913年自社製。馬車軌道時代のもので、定員12名で両側にデッキを持つ超小型客車。1937年に廃車。
チハ4・5
1916年製。メーカーについては服部商店製あるいは岩崎レール製の2種類の記録が残されており、はっきりしない。片デッキとなり、定員は16名に増加している。チハ4は1943年廃車、チハ5は1949年廃車。
ボハ6・7
1920年雨宮製作所製のオープンデッキを備える木造ボギー客車。浜松鉄道（のちの遠州鉄道奥山線）から1923年に譲受した車両で、旧番号はハ19・21。ボハ6は1946年に、ボハ7は1948年に、それぞれ国鉄郡山工場で車体更新を受けた。窓配置はd10d（d:デッキ）で、当初は二重屋根構造であったが更新時に屋根布で覆って深い一重屋根に見える外観となった。
全長7,735mm、全幅1,740mm、全高2,896mm、自重2.5t、定員37名、座席定員27名。
サハ8 - 10
サハ8は1931年岩崎レール製で同年入線、サハ9・10は1933年新潟鐵工所製で1934年に入線した。窓配置はD(1)5あるいは5(1)Dで一端に客用扉を設け、さらに前後の妻面に貫通路を備える密閉型の半鋼製2軸客車である。サハ8はガソリン動車ガソ101の付随車として導入され、サハ9・10はその増備車として製造された。製造メーカーの相違から、同様の形状ながら各部に多少の相違がある。
全長5,520mm、全幅1,880mm、全高2,910mm、自重2.7t、定員32名、座席定員20名。
ボハフ1・2
1911年雨宮鉄工所製で、中国鉄道稲荷山線のシハ5・7（旧か5・7）を同線改軌後の1938年に譲り受けたもの。窓配置はd44dで、側窓上部が円弧を描く優雅かつ特徴的なデザインを備えるオープンデッキを持つ木造ボギー客車である。
全長8,229mm、全幅1,905mm、全高3,010mm、自重3.5t、定員40名、座席定員30名。
シボフ3
1911年雨宮鉄工所製で、中国鉄道稲荷山線のシロハ1（旧わか1）を1938年に譲り受けたもの。構造や車体寸法は同じ中国鉄道からの譲受車であるボハフ1・2と共通であるが、側窓下のウィンドウシルの構造など細部で幾つか相違点が存在する。やはり窓配置d44dのオープンデッキを持つ木造ボギー客車で、中国鉄道時代の形式称号が示す通り元々は2・3等合造車であり、沼尻鉄道でも当初は貴賓車として使われた。
全長8,229mm、全幅1,905mm、全高3,010mm、自重3.6t、定員40名、座席定員28名。
ボハフ11
1952年自社工場製の木造ボギー客車。基本寸法はボハフ1・2・シボフ3と同一になっているが、車体は窓配置D(1)7(1)D（D：客用扉、(1)：戸袋窓）でオープンデッキを持たない箱型車体とされている。両端の側扉とその戸袋部分の車体裾部が路面電車と同様、路面に近いところまで下がっている。また、妻面には貫通扉が設置されている。
全長7,674mm、全幅1,900mm、全高2,932mm、自重4.5t、定員46名、座席定員24名。
ボサハ12・13
1928年丸山車輌製の木造ボギー客車。前所有者は栗原鉄道で同鉄道での旧番号はサハ1403・1404。窓配置はD(1)242(1)Dの非貫通密閉型で、同鉄道の改軌によって不要になり、1956年に譲り受けた。廃線後はDC121とともに福島県猪苗代町の猪苗代緑の村に保存されている。この保存車は、2両とも「ボハフ12」と表記されているが、正しくは機関車側がボサハ12、次位にボサハ13が正しい車号である。
全長8,738mm、全幅2,100mm、全高2,845mm、自重3.8t、定員50名、座席定員30名。
ボサハ14
1919年雨宮鉄工所製のボギー客車。前所有者は栗原鉄道で、同鉄道での旧番号はサハ1405。窓配置D(1)6(1)Dで来歴・形態ともにボサハ12・13とは異なる。廃止後は翁島の野口英世記念館に保存されたが、荒廃が激しくなり廃棄された。
全長8,229mm、全幅2,100mm、全高2,781mm、自重3.8t、定員40名、座席定員28名。

### 気動車
気動車は全3両が在籍した。
ガソ101
1929年10月に雨宮鉄工所製で1両が製造された半鋼製2軸ガソリン動車で、総数40両を数えた同社製気動車としては11両目に相当する。1930年から使用が開始された。本車は最初から最後まで2軸駆動で、単体での輸送力の不足を補うべくサハ8 - 10が製造され、これらの竣工後は常時これらの内いずれか1両ないしは2両を牽引して運用された。
当初はブダKTUガソリンエンジンを一端に搭載し、ラジエーターもそちらの車端部妻面に設置していたが、1950年にニッサン製の自動車用ガソリンエンジンに換装されている。
元来は変速機から逆転機を経て歯数比4:29のウォームギアによって車輪に動力を伝達する、雨宮製作所独特の駆動メカニズムを備えた両運転台車であったが、1950年の機関換装時に変速機からベベルギアを経て両軸チェーンによって車輪を駆動するメカニズムに変更され、逆転機の搭載が省略された。このため改造後はエンジンの装架されている側の一端にのみ運転台を持つ単端式となっている。
窓配置は(1)D5の点対称配置で、単端式への改造後も最後まで後端に旧運転台スペースと前照灯が残されており、折りたたみ式荷台と共にデザイン上のアクセントとなっていた。
日本国内最後の単端式気動車であり、最後のガソリン動車でもあった。
全長6,458mm、全幅1,880mm、全高2,924mm、自重4.1t、定員33名、座席定員19名。
キハ2401・2402
1968年にDC103と同様、宮城バス仙北鉄道線から譲渡された。1934年日本車輌製造東京支店製で2軸ボギー・機械式ディーゼル気動車。新造時の形式称号はキハ1・2で当時の日本車輌製造の軽便鉄道向けボギー式気動車の標準設計に従う車両であり、台車も形鋼組み立て式の規格化設計に基づく菱枠台車を採用し、ボルスタ位置を動軸寄りにずらして動軸の粘着力増強を図った偏心台車を動台車に採用している。また、前後に荷台を備える。窓配置は1D(1)5(1)D1で、当初はブダH-298ガソリンエンジンを搭載していたが、これは仙北鉄道時代の1952年にいすゞDA45ディーゼルエンジンに換装され、さらにその後いすゞDA120ディーゼルエンジンに換装されている。一時は主力車となったが、その直後に沼尻鉄道が破綻したため、短期間の使用に留まった。
全長10,620mm、全幅2,126mm、全高3,145mm、自重10.7t、定員60名、座席定員30名。

### 貨車
貨車は、硫黄の輸送などに使われた3トン積みないしは4トン積みのセタと呼称する無蓋貨車および3トン積みのワフと称する車掌台付き有蓋貨車が存在した。その多くは自社工場製であったという。また、無蓋貨車のうちセタ36は、1950年に大改造を受けてラッセル車とされた。

### 車両数の変遷
| 年度             | 機関車 | 機関車     | 動車     | 動車       | 客車 | 合計 | 備考                           |
| 年度             | 蒸気   | ディーゼル | ガソリン | ディーゼル |      | 合計 | 備考                           |
| ---------------- | ------ | ---------- | -------- | ---------- | ---- | ---- | ------------------------------ |
| 1913（大正2）年  | 2      | 0          | 0        | 0          | 3    | 5    |                                |
| 1916（大正5）年  | 2      | 0          | 0        | 0          | 5    | 7    |                                |
| 1917（大正6）年  | 3      | 0          | 0        | 0          | 5    | 8    |                                |
| 1924（大正13）年 | 3      | 0          | 0        | 0          | 7    | 10   | 遠州電気鉄道より客車を購入     |
| 1930（昭和5）年  | 3      | 0          | 1        | 0          | 7    | 11   | ガソリンカーを新製             |
| 1931（昭和6）年  | 3      | 0          | 1        | 0          | 8    | 12   |                                |
| 1933（昭和8）年  | 3      | 0          | 1        | 0          | 10   | 14   |                                |
| 1936（昭和11）年 | 4      | 0          | 1        | 0          | 10   | 15   | 三蟠鉄道より蒸気機関車を購入   |
| 1937（昭和12）年 | 4      | 0          | 1        | 0          | 10   | 15   | 中国鉄道より客車を購入         |
| 1943（昭和18）年 | 4      | 0          | 1        | 0          | 9    | 14   |                                |
| 1946（昭和21）年 | 5      | 0          | 1        | 0          | 9    | 15   | 釜石製鉄所より蒸気機関車を購入 |
| 1947（昭和22）年 | 3      | 0          | 1        | 0          | 9    | 13   | 九十九里鉄道に蒸気機関車を売却 |
| 1949（昭和24）年 | 4      | 0          | 1        | 0          | 8    | 13   | 仙北鉄道より蒸気機関車を購入   |
| 1950（昭和25）年 | 6      | 0          | 1        | 0          | 8    | 15   | 栃尾鉄道より蒸気機関車を購入   |
| 1952（昭和27）年 | 6      | 0          | 1        | 0          | 9    | 16   |                                |
| 1953（昭和28）年 | 2      | 2          | 1        | 0          | 9    | 14   |                                |
| 1955（昭和30）年 | 2      | 2          | 1        | 0          | 12   | 17   | 栗原鉄道より客車を購入         |
| 1958（昭和33）年 | 1      | 2          | 1        | 0          | 12   | 16   |                                |
| 1961（昭和36）年 | 0      | 2          | 1        | 0          | 12   | 15   |                                |
| 1968（昭和43）年 | 0      | 3          | 1        | 2          | 12   | 18   |                                |

- 「日本硫黄沼尻鉄道部」（上）47頁（下）4-26頁より作成。貨車は省略した。
- 認可より先に使用した例が散見される。

## 芸術作品中の沼尻鉄道
- 歌謡曲『高原列車は行く』（岡本敦郎）[17]
- 映画『警察日記』『続警察日記』（1955年日活） - 舞台が川桁（劇中では福島県横宮町）で当線の列車が走るシーンが何度も見られた。『続警察日記』では冒頭シーンで蒸気機関車C122が客車2両を牽引して併用軌道を走る姿が映っている[18]。
- ドラマ『ザ・ガードマン』第156話「宝石列車襲撃作戦」（1968年）

## 現状
旧沼尻駅周辺には、沼尻駅前という地名が残っている。当時の駅舎も90度向きが変わっているが、現存している。廃線後の沼尻駅駅舎は1983年（昭和58年）時点で沼尻観光（株）が使用していた。また、磐梯急行電鉄の旧経営陣が設立した磐梯電鉄不動産が引き継いだこととされている紀州鉄道が沼尻に「紀州鉄道沼尻国際リゾートホテル」という名の施設を運営している。
途中の駅の跡地には猪苗代町によって立てられた『懐かしの沼尻軽便鉄道を訪ねて』という駅票を模した看板がある。
猪苗代緑の村にはDC12 1とボサハ12・13が保存されている。また猪苗代の野口英世記念館脇にもボサハ14が保存されていたが、これは現在は廃棄されて存在しない。また、廃止時に個人に売却されたキハ2401も現存しているとの噂があるが、所在地不明である。
沼尻温泉の田村屋旅館の浴場の入口には、磐梯急行電鉄の列車の写真が数枚、飾られている。
会津下舘駅は廃駅ながら福島県道227号下舘停車場線の名称に未だに残っている。さらに、会津下舘駅前に現存する、旧長瀬協同組合は、「村の停車場」と称された施設へと生まれ変わり、同鉄道の資料や模型などの常設展示が行われている。

## エピソード
急行列車も電車もない「急行電鉄」
廃線となった仙北鉄道からディーゼルカーのキハ2401とキハ2402が入線した時には社名が「磐梯急行電鉄」となっていたが、竹重達人が駅長にこの社名について尋ねたところ、次のような返答であった。「このディーゼルカーは発電機をつんだ電車ですので電鉄というのです。しかもこの電車になってからディーゼル機関車よりも2分もスピードアップされ、急行運転できますので、磐梯急行電鉄といいます」（駅長）
社名が誇大妄想的な「急行電鉄」に改称されたのは先述の通り仕手筋による乗っ取りと現実離れした改軌・電化計画案が背景である。駅長のまるで屁理屈のような説明は、会社乗っ取りによる異常な内情を現場である程度知りつつも、一般には明かせなかった立場の反映とも受け取れる。キハ2401・2402は機械式気動車であり、エンジンで発電した電気で電動機を駆動して走行する電気式ではない。キハ2401・2402のような機械式のディーゼルカーに積まれているエンジン付属の「発電機」は、セルモーターや前照灯・車内照明などをまかなう程度の小容量のものに過ぎず、技術的に「電車」とは全く呼べない。
蒸気機関車時代の木地小屋 - 沼尻間の運転
木地小屋 - 沼尻間は木地小屋から沼尻に向かって上り急勾配が続き、蒸気機関車時代の運転は大変であった。蒸気機関車コッペルの元機関士はその頃の思い出を次のように語る。「木地小屋 - 沼尻間4kmが千分の45の上りになってまして、この勾配にはいじめられましたよ。石炭をたいても蒸気（蒸気圧）があがらないんです。少し走ってはストップ、また走ってはストップといった具合で、時速は10kmがせいいっぱいでした」（蒸気機関車コッペルの元機関士）